# 雷诺堡
雷诺堡（法語：Château-Renault，法語：[ʃɑto.ʁəno] ⓘ），法国中西部城市，中央-卢瓦尔河谷大区安德尔-卢瓦尔省的一个市镇，隶属于洛什区，其市镇面积为3.5平方公里，2022年1月1日时人口数量为4,560人，在法国城市中排名第2,181位。
雷诺堡位于安德尔-卢瓦尔省东北部，是一个区域性的中心城市，历史上为一处封建庄园主宅邸，近代则因皮革生产而闻名。

## 地名来源

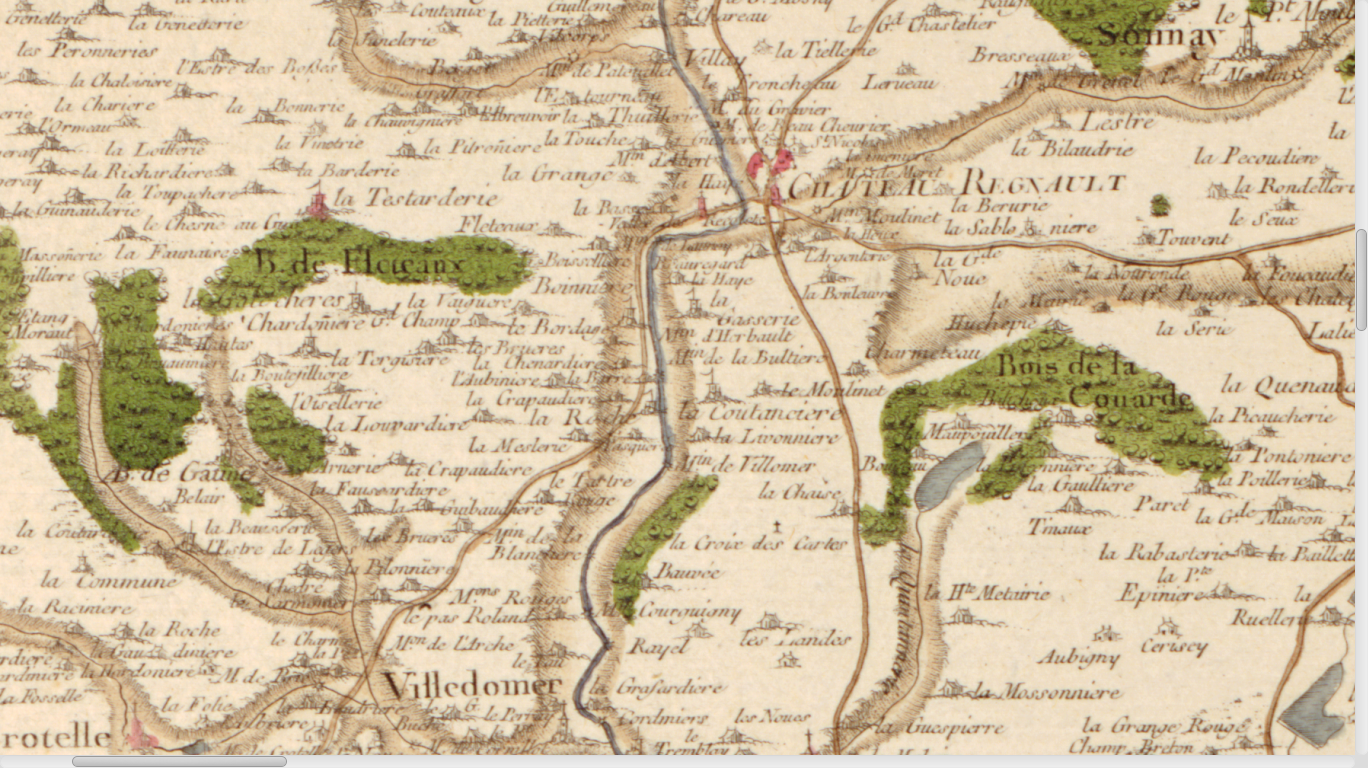
1756年的雷诺堡地图

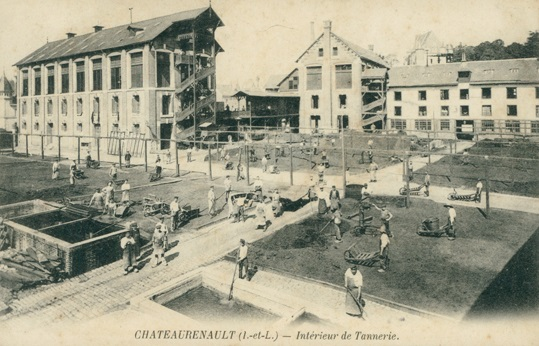
20世纪初的皮革工厂

“雷诺”一名来源于贡捷堡的雷诺一世，后者创建的雷诺家族成为该地中世纪时期的领主，是贡捷堡家族的一个分支。

## 历史
雷诺堡建城于中世纪中期，长期为雷诺家族的宅邸所在地，其附近区域逐渐形成城镇，1397年成为布卢瓦伯国的一部分。法国大革命期间，雷诺堡被革命派更名为“蒙布赖讷”（Mont-Braine），意为“布赖讷山”，后恢复原名，成为安德尔-卢瓦尔省的一个市镇，并在1790至1795年间为一个地区行署。工业革命期间，雷诺堡因皮革加工而闻名，当地人口数量有所增加，并一度被称为“皮革之都”（Capital de cuir），直至20世纪中后期，当地的皮革厂才逐渐关闭。

## 地理

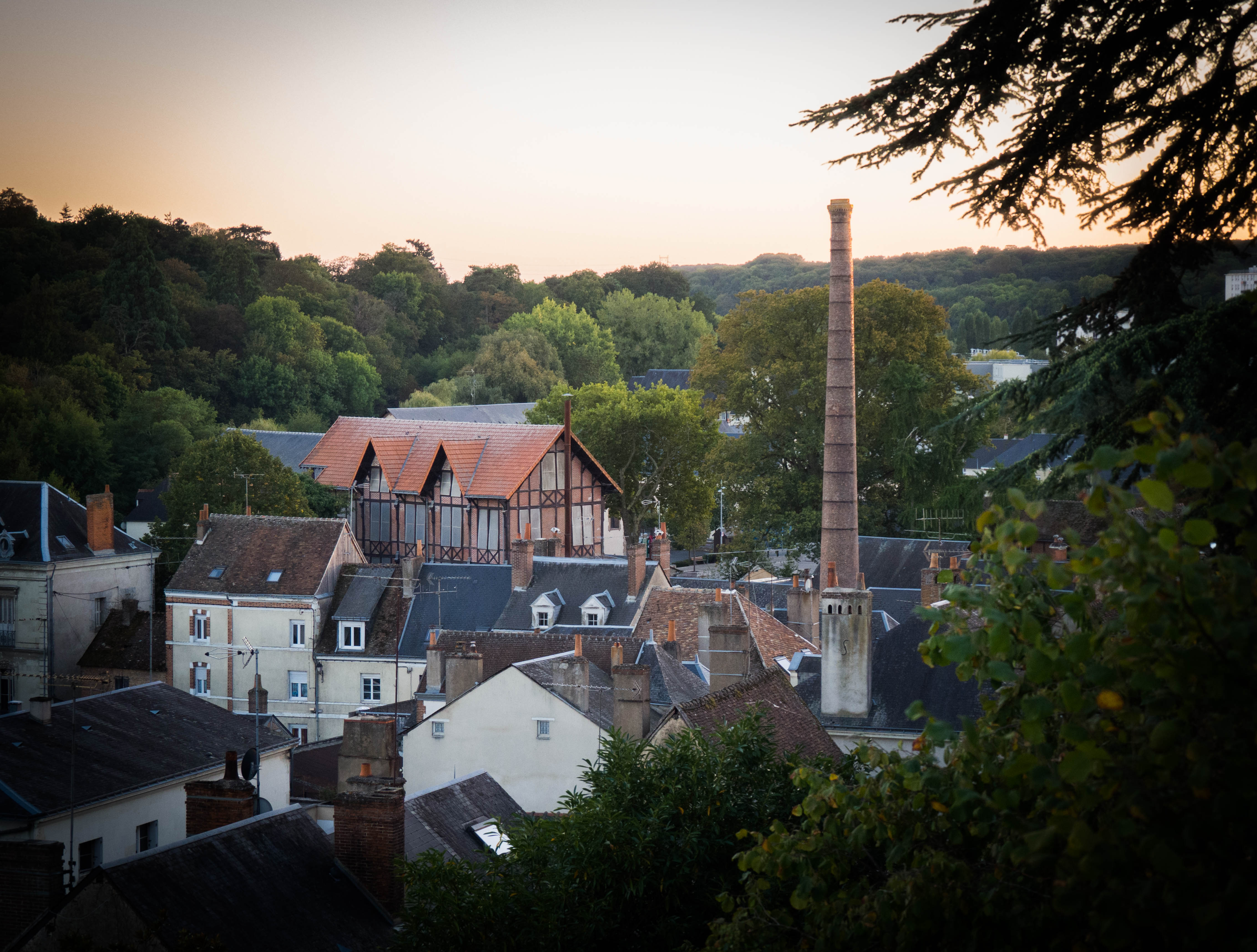
雷诺堡的一处街区

雷诺堡位于法国中西部，中央-卢瓦尔河谷大区西部和安德尔-卢瓦尔省东北部，距离省会图尔大约33公里。与雷诺堡接壤的市镇包括：图赖讷地区欧祖埃尔、勒布莱、布雷讷河畔讷维尔、索奈、维勒多梅。

### 地形
雷诺堡位于图赖讷地区，境内以平原和浅丘为主，市区位于一处河谷之中，地势东北高西南低，全境海拔在83到129米之间。

### 水文
布雷讷河与戈河在此交汇，属于卢瓦尔河流域。

### 植被
雷诺堡属于温带落叶林区，林地主要分布于河流两岸。

### 气候
雷诺堡在柯本气候分类法中属于温带海洋性气候。

## 行政区划
雷诺堡是法国中央-卢瓦尔河谷大区安德尔-卢瓦尔省的一个市镇，编号为37063。雷诺堡隶属于洛什区，管理雷诺堡县，同时也是雷诺堡市镇公共社区的办公驻地。
法国国家统计与经济研究所（简称）在进行数据统计时，将雷诺堡及相邻图赖讷地区欧祖埃设为雷诺堡城市核心区。同时，还将雷诺堡市镇分为了2个“块区”（IRIS），以便于统计人口分布情况。

## 交通

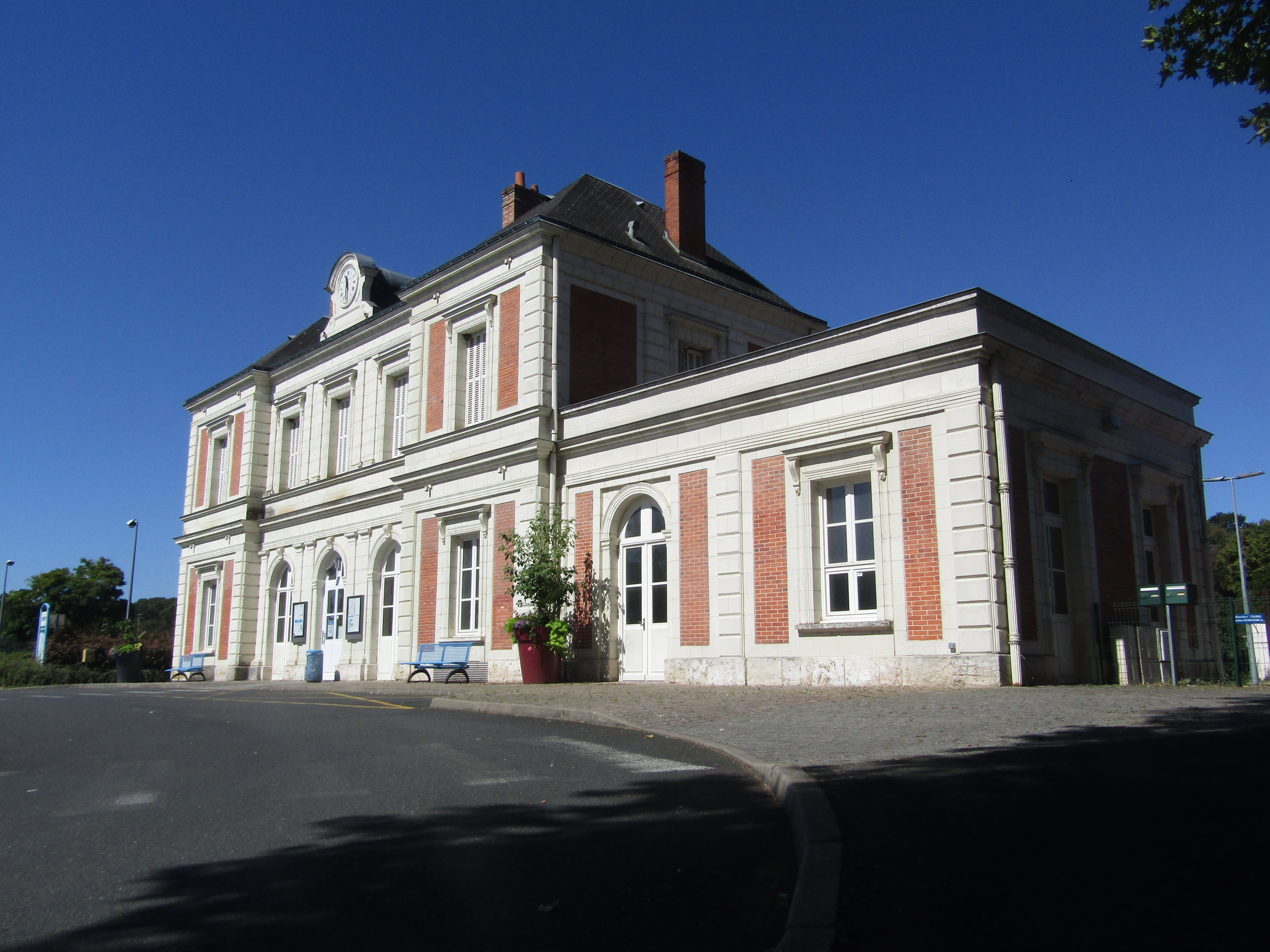
雷诺堡火车站

### 公路
多条安德尔-卢瓦尔省省道在雷诺堡境内交汇，中央-卢瓦尔河谷大区下属的城际客运提供巴士线路，可前往图尔、旺多姆、旺多姆TGV站、沙特尔及昂布瓦斯等地。
2017年，66.4%的雷诺堡家庭拥有至少一辆的私人汽车。2018年，雷诺堡境内共发生各类交通事故2起，造成2人受伤。

### 铁路
雷诺堡位于布雷蒂尼－舒瓦西耶河畔拉芒布罗勒铁路上。雷诺堡站位于市区西部，停靠往返于图尔和沙托丹一线的区域列车，部分车次延伸至沃夫及沙特尔。

### 航空
距离雷诺堡最近的民用航空站为图尔卢瓦尔河谷机场，距离雷诺堡市中心的公路里程约30公里。

### 城市公共交通
雷诺堡暂无城市公共交通系统。

## 政治
雷诺堡的现任市长为布丽吉特·迪皮女士（Brigitte Dupuis），她是共和党的一名成员，在2020年的市政选举中获得了56.87%的支持率。
在2017年的法国总统大选中，法国第25任总统埃马纽埃尔·马克龙在雷诺堡获得了57.67%的支持率。

## 人口
2017年，雷诺堡市镇人口数量为5,001，在法国排名第2,181位。其中男性2,407人，女性2,594人，75岁及以上人口占11.2%，外籍人口数量为1,198人，人口密度为1,425人/平方公里，当地居民被称为（男性）或（女性）。2018年，雷诺堡境内出生52人，死亡人口61人。
| 年份   | 1936  | 1946  | 1954  | 1962  | 1968  | 1975  | 1982  | 1990  | 1999  | 2006  | 2007  | 2012  | 2017  |
| ------ | ----- | ----- | ----- | ----- | ----- | ----- | ----- | ----- | ----- | ----- | ----- | ----- | ----- |
| 人口數 | 3,877 | 4,180 | 4,035 | 4,238 | 5,125 | 6,043 | 6,121 | 5,787 | 5,538 | 5,245 | 5,209 | 5,060 | 5,001 |

## 经济
雷诺堡是一个区域性的中心城市，当地共有各类用人单位499家，平均历史为17年，其中97.96%为中小型企业（PME）。中西部道路维护（Entretien Routier Centre Ouest - Erco，交通建设管理）、法兰西标准工件（Standard Forms France，印刷）及AFT副食加工（AFT Micromacinazione France，食品）是当地2019年营业额最高的三个企业，分别为3,930,470欧元、3,702,403欧元和3,539,020欧元。

## 财政收入
2018年，雷诺堡的财政收入总额为6,529,060欧元，财政支出总额为6,040,020欧元，当年的债务总额为5,153,110欧元。
2015年，雷诺堡的人均月收入总额为2,468欧元，其中高职人员为4,086欧元，普通职员为1,630欧元。
2017年，雷诺堡境内的青壮年（15至64岁）失业率为20.8%，当地42.2%的家庭拥有纳税资格。

## 社会事务

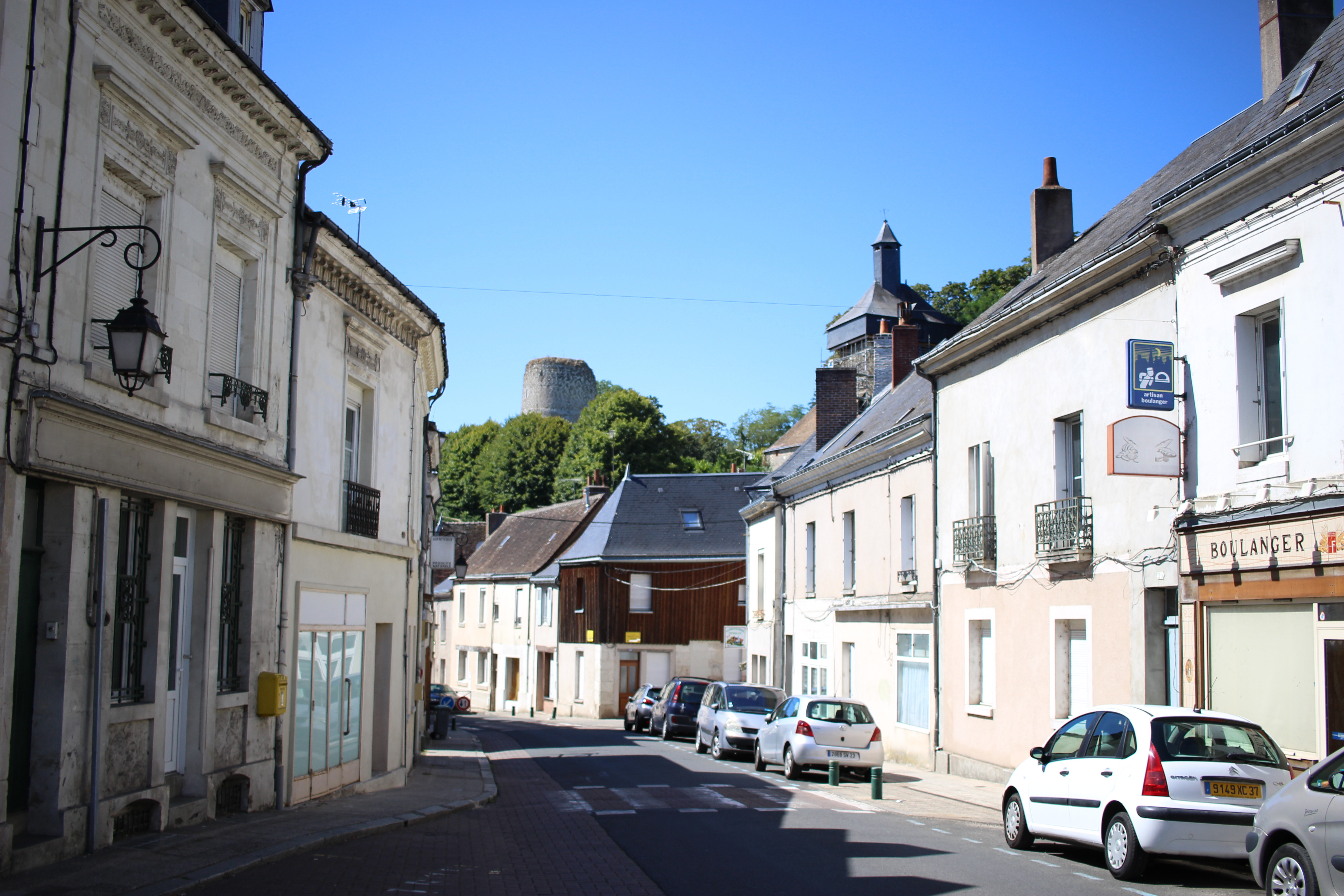
雷诺堡市中心的共和国大街

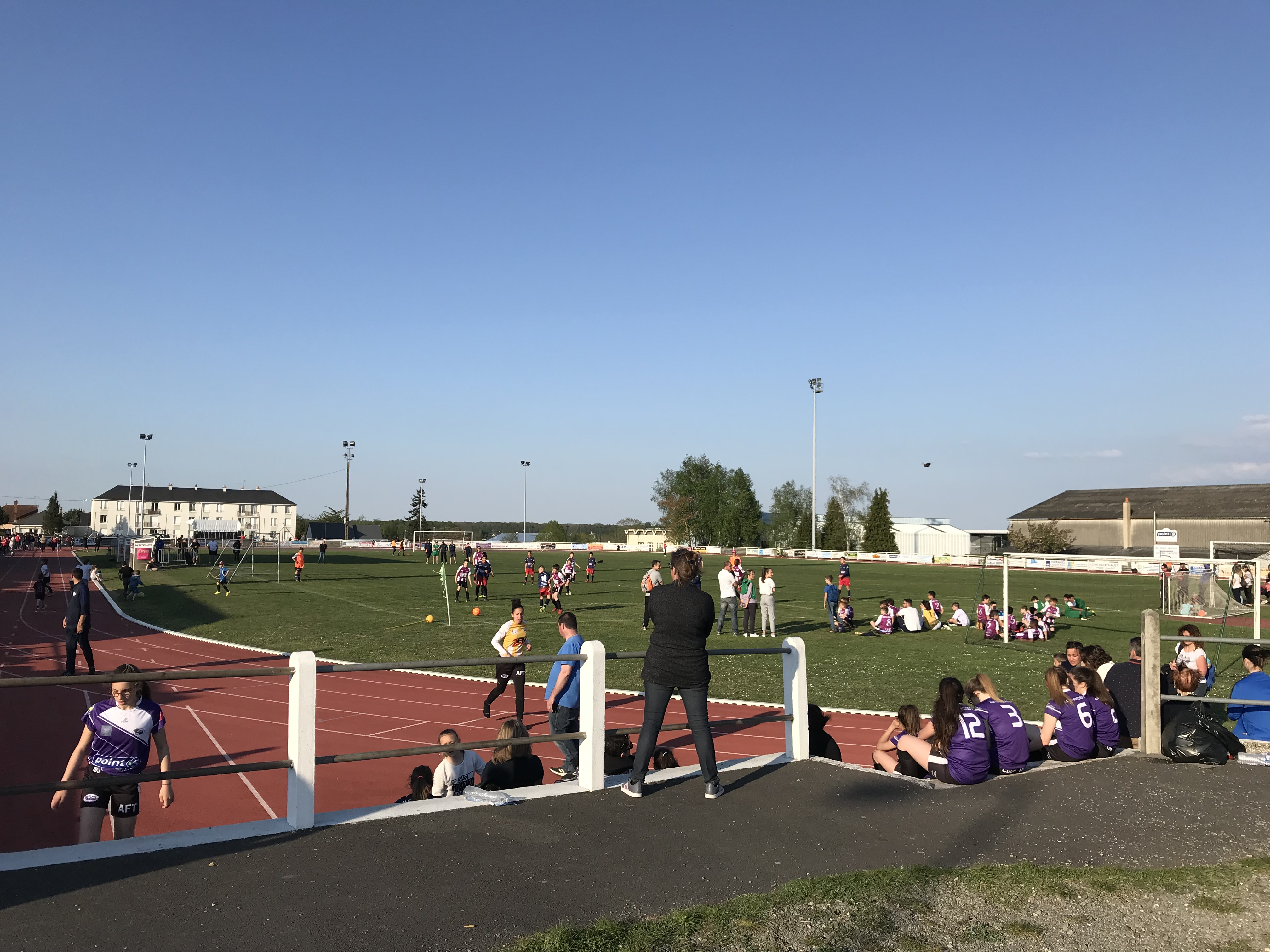
雷诺堡市政球场

### 教育
雷诺堡属于奥尔良-图尔学区。截止2019年1月1日，雷诺堡境内共有2所幼儿园、2所小学、1所初级中学和1所职业高中。2018至2019学年度，雷诺堡境内共有在校中等教育阶段学生770名。

### 医疗
截止2019年1月1日，雷诺堡境内共有全科医生10名、保健师5名、牙医4名、护士5名和眼科医生1名。境内共有药房2家、养老院1家、残疾人帮扶中心2家。
雷诺堡属于“昂布瓦斯-雷诺堡市际中心医院”（Centre hospitalier intercommunal Amboise - Château Renault）的服务范围，后者是法国的一个区域性医疗机构，其主病区位于昂布瓦斯市区，设有床位267个，是当地规模最大的公立综合性医院。

### 住房
2017年，雷诺堡境内共有各类住房2,898套，其中59.2%为独立式居民区，39.8%为集中式居民区。常住房屋占雷诺堡市镇范围内居民建筑总量的90.1%。

### 商业
2018年，雷诺堡境内共有各类实体商铺112家，其中餐厅13家、大型超市4家、杂货店3家、面包房3家、肉铺4家、书店2家、装饰品店1家、银行门店5家、美容美发店9家、汽车维修店11家。市区西部建有开放式商业街区。

### 体育
2019年，雷诺堡境内共有1间体育馆、1座综合体育场、4处网球场、1处足球或橄榄球场以及3处篮球或排球场。
雷诺堡体育联盟足球俱乐部（US Renaudine Foot）是当地的一支足球队，2020至2021赛季参加安德尔-卢瓦尔省足球联赛；此外当地还有一支五人制的足球队。

### 环境
雷诺堡的环境事务由其所属的公共社区负责。2018年，雷诺堡境内暂无污染企业。

### 治安
2018年，雷诺堡市镇范围内有1处宪兵队。
2014年，雷诺堡及附近地区共发生各类案件3,375起，其中盗窃类案件2,270起，经济类案件357起，毒品交易类案件129起。

## 文化
2019年，雷诺堡境内有1家电影院。

### 建筑
雷诺堡境内有多处法国国家文物保护单位，其中雷诺堡城堡（Château de Château-Renault）是当地的代表性建筑物。

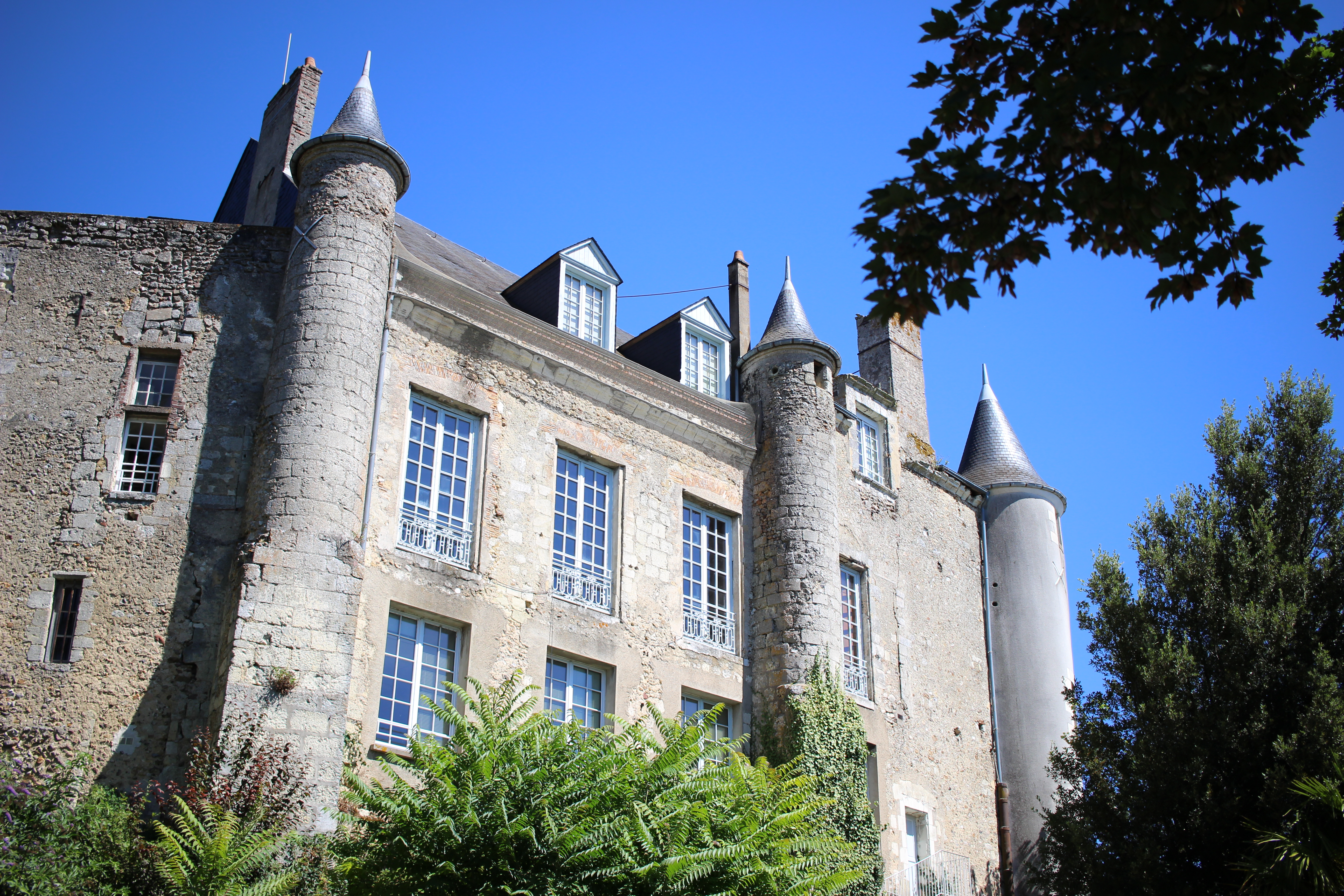
雷诺堡城堡
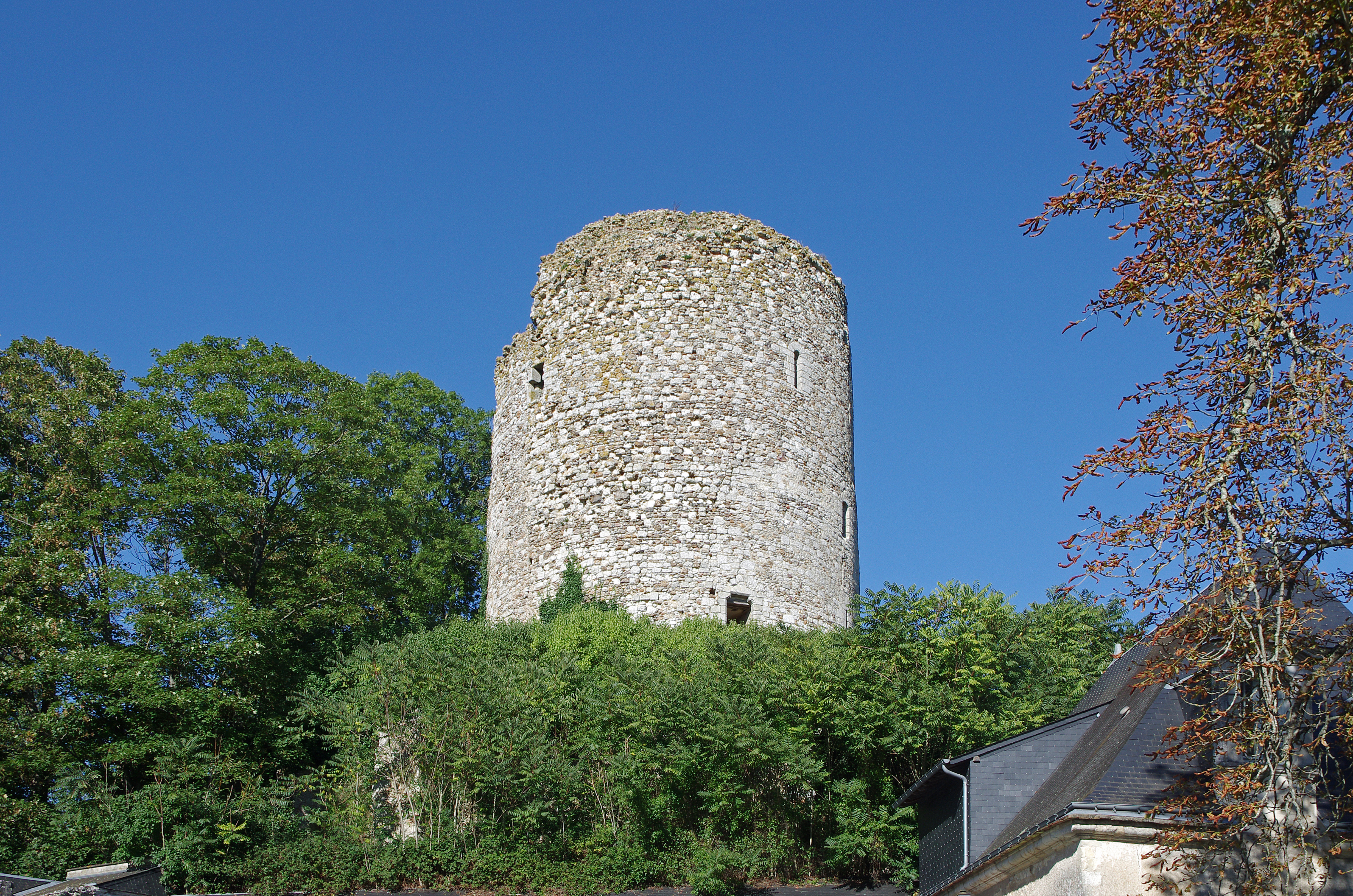
城堡碉楼
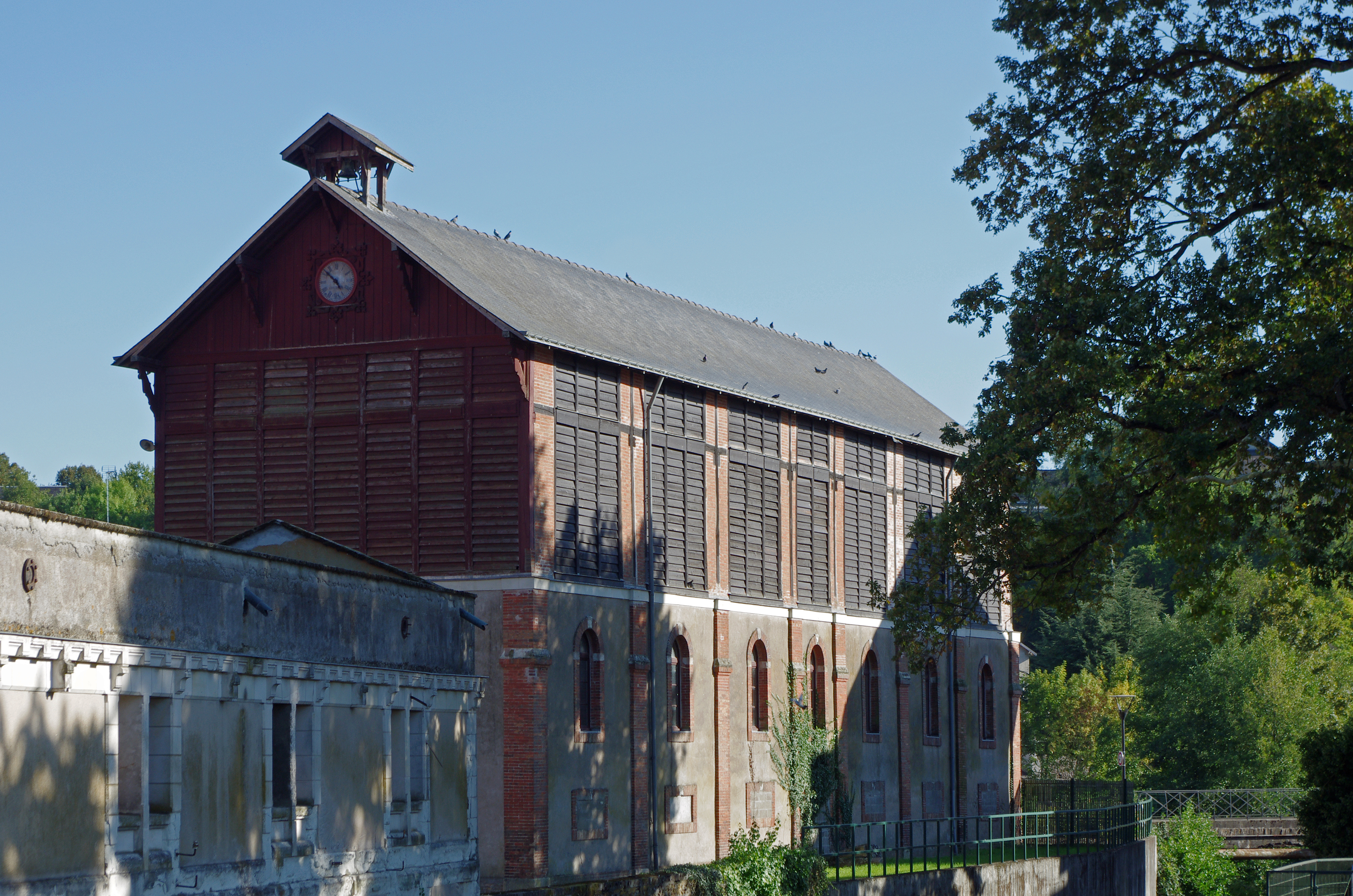
皮革厂旧址
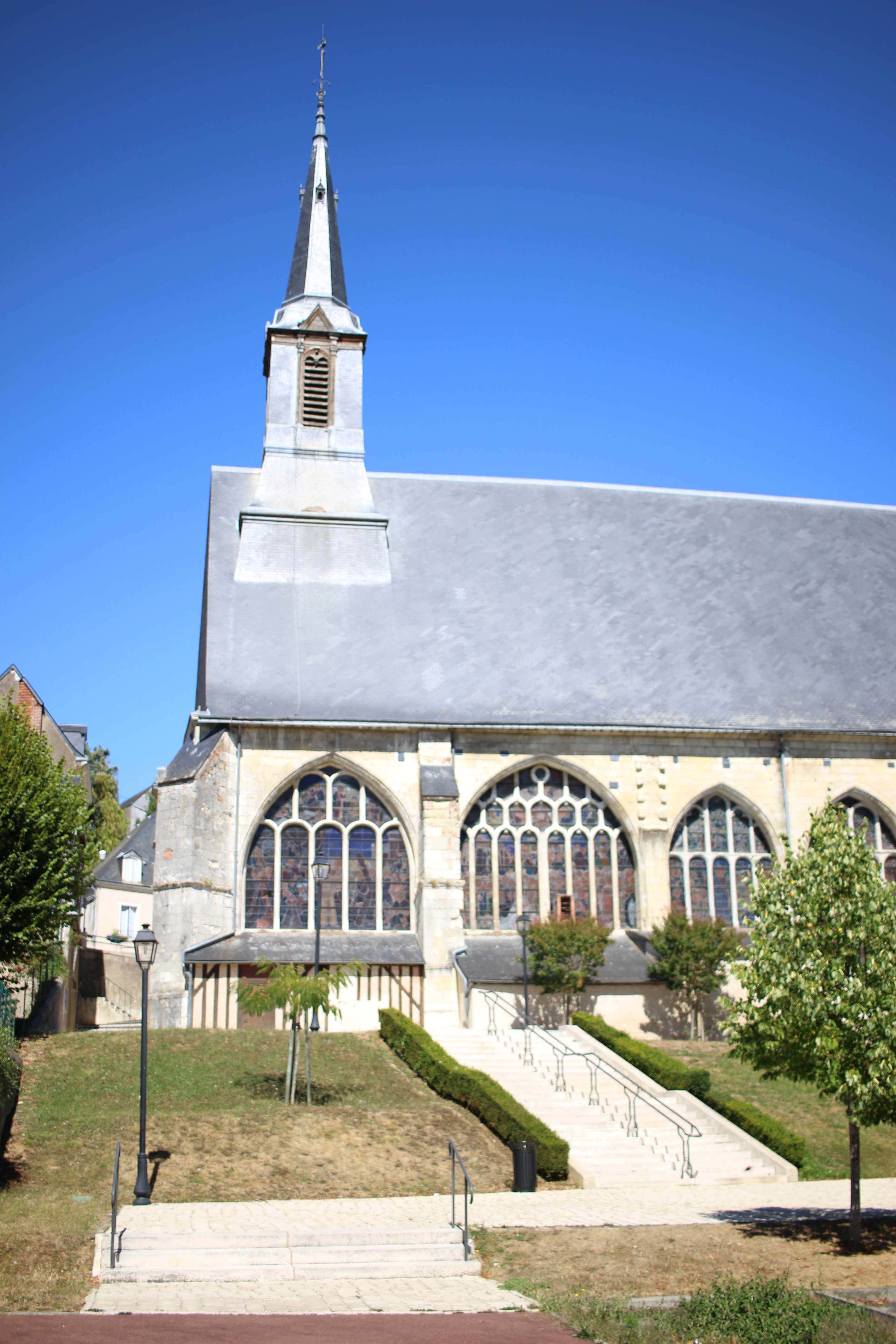
教堂
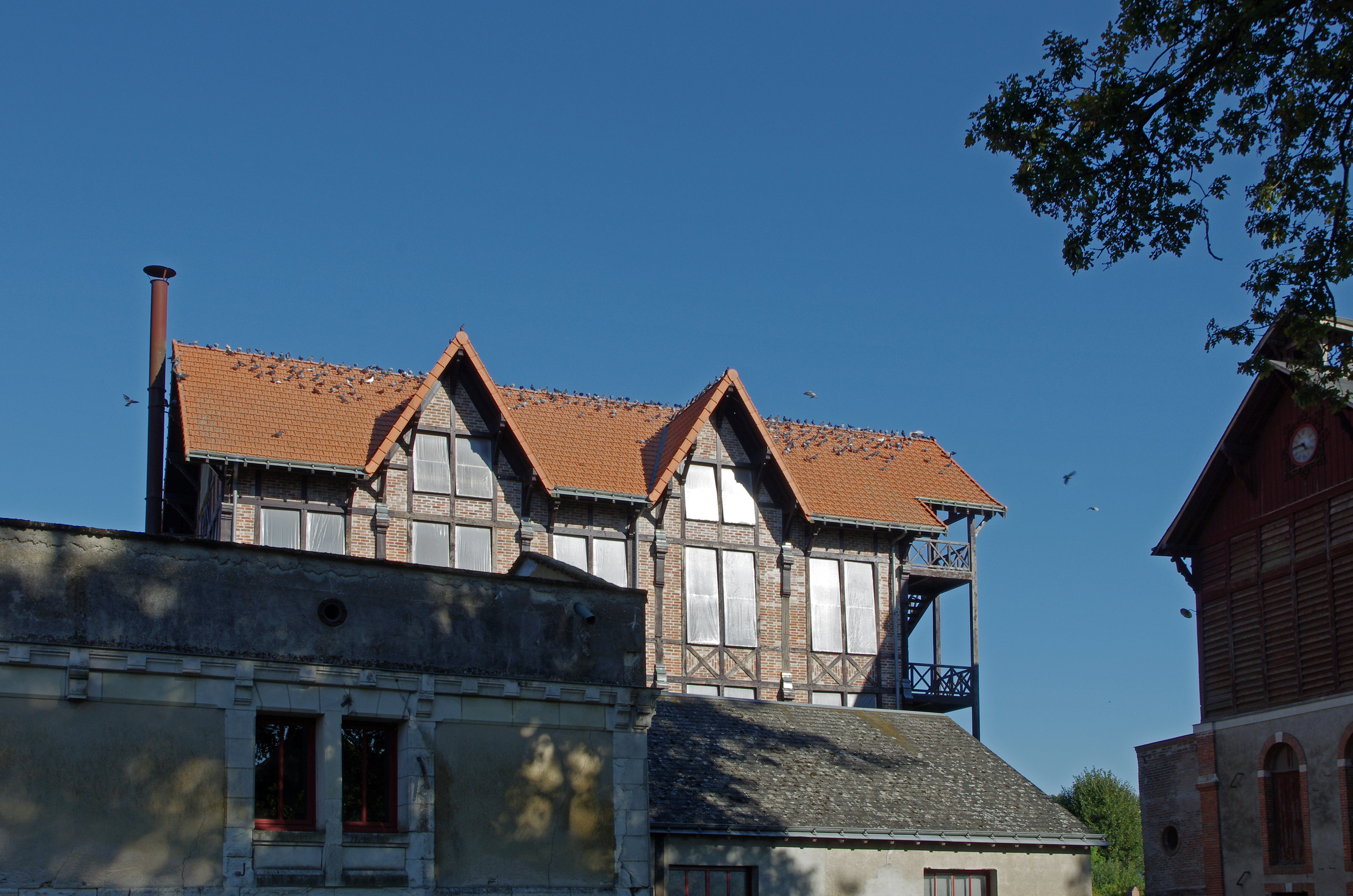
民居

### 旅游
雷诺堡的旅游事务由其所属的公共社区负责。2020年，雷诺堡境内共有1家宾馆共计6间房间；另有1个露营地，可容纳共72辆露营车。

### 媒体
法国主要的媒体均可在雷诺堡接收，法国电视三台下属的中央-卢瓦尔河谷大区频道在部分时段播出雷诺堡所属区域的地方新闻。

## 友好城市
截至2020年12月，雷诺堡共与一座城市互为友好城市关系：
- 德国 米尔海姆-凯尔利希